# 黃腹側頸龜
黃腹側頸龜（學名：Pelusios castanoides）是非洲側頸龜屬下的一種龜。發現於馬達加斯加、馬拉維、莫桑比克、塞舌耳、南非和坦桑尼亞。